# Tumoare cerebrală
O tumoare cerebrală sau neoplasm intracranian apare atunci când celule anormale se formează în creier. Există două tipuri principale de tumori: malignă sau canceroasă și benignă.  Tumorile canceroase pot fi împărțite în tumori principale, ce apar direct pe creier și acelea care s-au răspândit din altă parte, cunoscute ca și tumori- metastaze cerebrale. Acest articol se axează, în principal, pe tumorile ce apar pe creier.  Toate tipurile de tumori cerebrale produc simptome ce variază în funcție de partea implicată a creierului. Acestea pot include dureri de cap, convulsii, tulburări de vedere, stări de vomă și schimbări mentale. Durerea de cap este, în mod clasic, mai puternică dimineața și dispare după vomitare. Mai multe probleme specifice pot include dificultăți la mers, în timpul vorbirii sau senzoriale. Pe măsură ce boala progresează, se pot întâlni cazuri de pierdere a cunoștinței.

## Cauze și diagnostic
Cauza celor mai multe dintre aceste cazuri este necunoscută. Factorii de risc ce ar putea fi implicați ocazional, includ un număr de sindromuri genetice precum neurofibromatoza, dar și expunerea la substanța chimică clorură de vinil, virusul Epstein-Barr și radiații ionizante. Deși există semne de îngrijorare privind utilizarea telefonului mobil, dovezile nu sunt clare. Cele mai uzuale tipuri de tumori primare, la adulți, sunt: meningiomul și astrocitomul, precum glioblastomul. La copii, tipul cel mai întâlnit este meduloblastomul. Diagnosticul este dat în general prin examinare medicală, împreună cu o tomografie computerizată sau imagistică prin rezonanță magnetică. După diagnosticare, boala este, în general, confirmată prin biopsie. Plecând de la constatarea tumorilor, acestea sunt împărțite în diferite grade de severitate.

## Tratament și prognostic
Tratamentul poate include o combinație de intervenții chirurgicale, terapie prin radiere și chimioterapie. Medicamentația anticonvulsivă este necesară pentru persoanele ce au convulsii. Dexametazona și furosemidul pot fi administrate pentru a reduce umflăturile din jurul tumorii. Unele tumori cresc suficient de lent încât este necesară doar monitorizarea acestora. Sunt studiate tratamente ce folosesc sistemul imunitar al persoanei. Rezultatul variază considerabil, în funcție de tipul tumorii și de cât de mult s-a răspândit în momentul diagnosticării. Glioblastoamele au, în general, rezultate slabe, în timp ce meningioamele au rezultate bune. Media de cinci ani rată de supraviețuire pentru cancerul cerebral este de 33% in Statele Unite ale Americii.

## Epidemiologie
Tumorile cerebrale secundare sau metastatice sunt mai comune decât tumorile cerebrale primare, iar jumătate din metastaze au ca sursă cancerul pulmonar. Tumorile cerebrale primare apar la aproximativ  250.000 de oameni pe an la nivel global, ceea ce înseamnă mai puțin de 2% decât alte tipuri de cancer. La copiii sub 15 ani, tumorile cerebrale sunt pe locul doi, după leucemia acută limfoblastică, ca și cauză a cancerului. În Australia costurile economice medii ale unui caz de cancer cerebral sunt de 1.9 milioane de dolari, mai ridicate decât ale oricărui alt tip de cancer.